# Anil Menon
Anil Menon (15 de outubro de 1976) é um tenente coronel da Força Aérea dos Estados Unidos, fisiologista em medicina de urgência e astronauta da NASA.
Ele foi um diretor médico na NASA e SpaceX antes de ser selecionado como astronauta.

## Juventude
Menon nasceu e foi criado em Minneapolis, Minnesota, filho de imigrantes da Ucrânia e da Índia.

## Carreira como cirurgião de voo

### Diretor médico na SpaceX

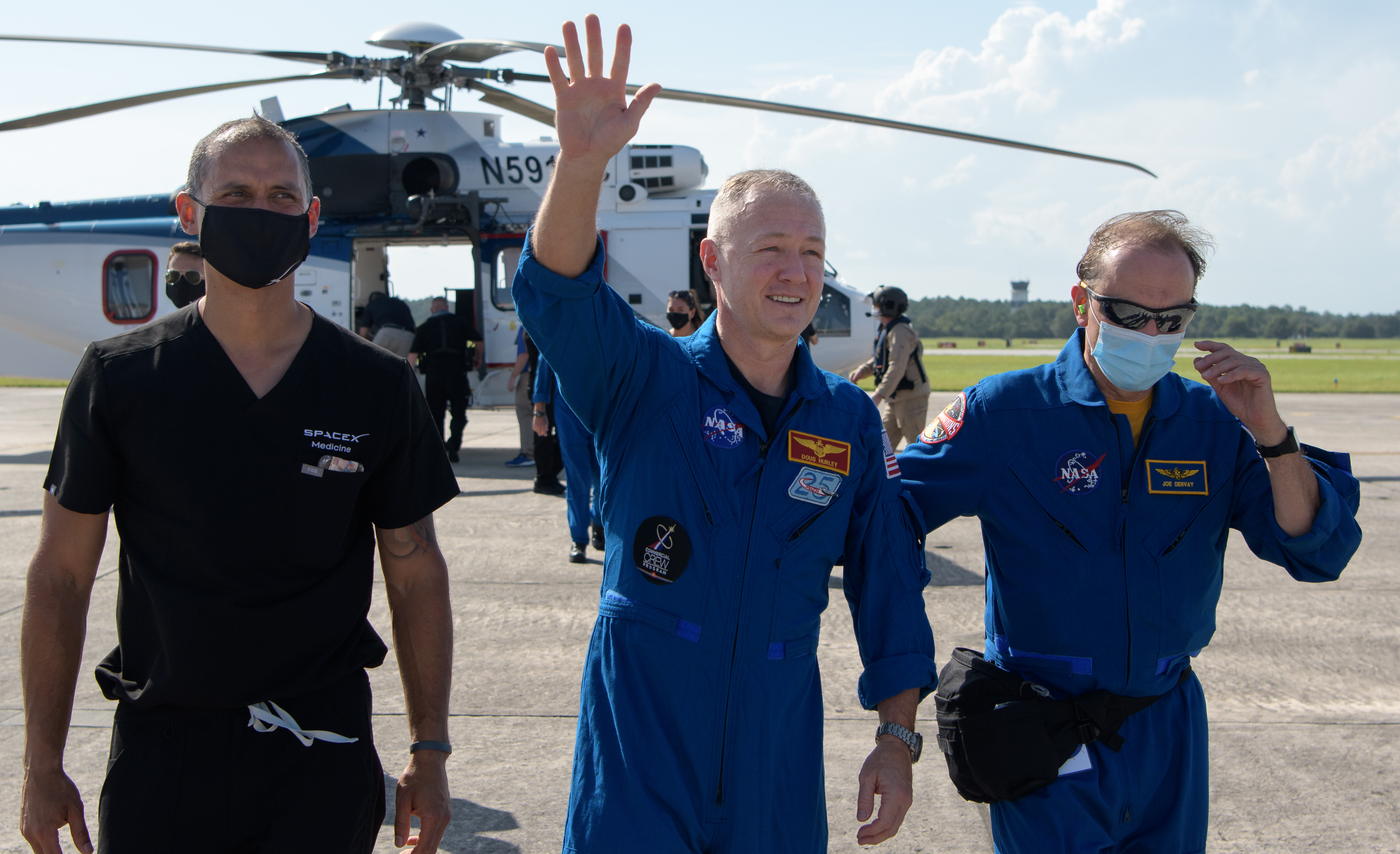
Anil Menon à esquerda depois do resgate da Demo-2

Anil Menon entrou na SpaceX em abril de 2018 como o primeiro cirurgião de voo. Ele esteve presente em quatro missões da Crew Dragon, entre a Crew Dragon Demo-2 e Inspiration4, especificamente no ponto em que a tripulação vestia o traje e quando era resgatada. Dessa forma, ele ajudou a SpaceX lançar sua primeira tripulação durante o Demo-2, como também a primeira tripulação não governamental durante a Inspiration4, além de construir a organização médica que apoiará as missões futuras, como a Starship. Após voltar para a NASA como candidato a astronauta, ele deixou a SpaceX em dezembro de 2021.

## Astronauta da NASA
Menon foi selecionado como astronauta da NASA em dezembro de 2021. Ele se apresentou para o dever em janeiro de 2022.
Ao ser oficializado como astronauta no dia 5 de março de 2024, ele se tornou habilitado para participar de missões na ISS, como também missões de espaço profundo na Lua através da nave Orion.

## Vida pessoal
Ele é casado com Anna Menon, que é a Engenheira Líder em Operações Espaciais na SpaceX e astronauta do Programa Polaris. Eles tem dois filhos.